# Красный сверхгигант

Эволюционные треки звёзд различных масс при образовании красных гигантов на диаграмме Герцшпрунга — Рассела

Кра́сный сверхгига́нт — сверхгигант, массивная и очень большая звезда. Относится к спектральному классу K или M и классу светимости I. Типичными представителями красных сверхгигантов являются звёзды Антарес и Бетельгейзе.

## Описание
Красные сверхгиганты — звёзды, сошедшие в результате эволюции с главной последовательности и размером превышающие красные гиганты.
Красные сверхгиганты самые большие по размеру звёзды. Они обладают очень низкой эффективной температурой (3000—5000 K) и радиусом в 200—1500 раз более радиуса Солнца. Поток энергии с единицы площади их поверхности мал — в 2—10 раз меньше, чем у Солнца. Светимость красных сверхгигантов в 500 000 превышает светимость Солнца.
Стадия красного сверхгиганта характерна для массивных (свыше 10 масс Солнца) звёзд и длится от 10 до 100 миллионов лет. Часто звёзды этого типа располагаются в кластерах.
Традиционное деление звёзд на красных гигантов и красных сверхгигантов условно, так как оно отражает только различие в радиусах и светимостях звёзд при сходном внутреннем строении: все они имеют горячее плотное ядро и очень разрежённую протяжённую оболочку. Согласно современной теории эволюции звёзд, звезда попадает в область диаграммы Герцшпрунга — Рассела, занимаемую красными гигантами и красными сверхгигантами дважды.
Красные сверхгиганты имеют гелиевое ядро, вокруг которого в тонком слое протекают реакции термоядерного горения водорода, или углеродно-кислородное ядро, окружённое двумя слоями горения — водородным и гелиевым. Ядро почти изотермично. Красные сверхгиганты {\displaystyle {\mathfrak {M}}\leq 8-10{\mathfrak {M}}_{\odot }} могут иметь ядра из более тяжёлых, чем кислород, элементов, вплоть до железа, но время жизни таких звёзд крайне мало — всего ~103 лет.
Протяжённые истекающие оболочки могут иметь звёзды с двойными ядрами, которые, вероятно, образуются в ходе эволюции тесных двойных звёзд.